# District historique de Nyack Ranger Station
Pour l’article homonyme, voir Nyack.
Le district historique de Nyack Ranger Station – ou Nyack Ranger Station Historic District en anglais – est un district historique dans le comté de Flathead, dans le Montana, aux États-Unis. Protégé au sein du parc national de Glacier, ce district centré sur une station de rangers est inscrit au Registre national des lieux historiques depuis le 14 février 1986.